# Архитектура Финляндии

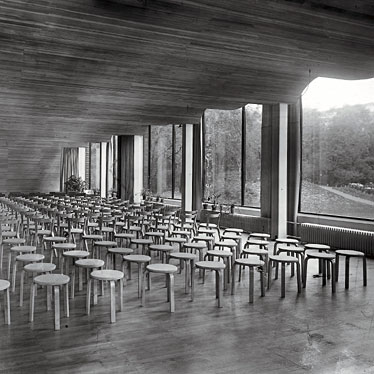
Выборгская библиотека Алвара Аалто (1927-35)

История архитектуры Финляндии насчитывает уже 800 лет, однако древнее архитектурное наследие практически не сохранилось. В современных финских городах, в отличие от городов центральной Европы, обычно нет средневекового центра с исторической застройкой вокруг рыночной площади, так как основным строительным материалом того времени в Финляндии было дерево, и целые городские кварталы периодически выгорали полностью. От Средневековья до нас дошло некоторое количество каменных церквей, крепостей и замков, таких как Абоский и Выборгский замки. Кварталы жилой деревянной застройки XVIII—XIX веков сохранились в таких городах, как Кристийнанкаупунки, Порвоо и Раума. Прекрасным образцом европейской оборонительной архитектуры XVIII века является система бастионных укреплений Суоменлинна, входящая в список объектов культурного наследия ЮНЕСКО.
Вплоть до эпохи модерна архитектура Финляндии развивалась под прямым или косвенным влиянием архитектуры Швеции и России — государств, в составе которых страна находилась на протяжении долгого времени. Архитекторы-иностранцы доминировали в градостроительстве вплоть до 19 века, когда в эту профессию стали постепенно приходить и собственно финны. Вскоре после этого финская архитектура пережила стремительный подъём, выработала свой оригинальный голос и внесла свой вклад в формирование таких мощных архитектурных направлений, как ар-нуво (югенд), североевропейский неоклассицизм и функционализм. Важной вехой в архитектуре европейского модерна стали здания в стиле северный модерн, спроектированные Элиэлем Саариненом, однако ещё большего признания добился Алвар Аалто, ставший ключевой фигурой архитектуры и дизайна XX века.

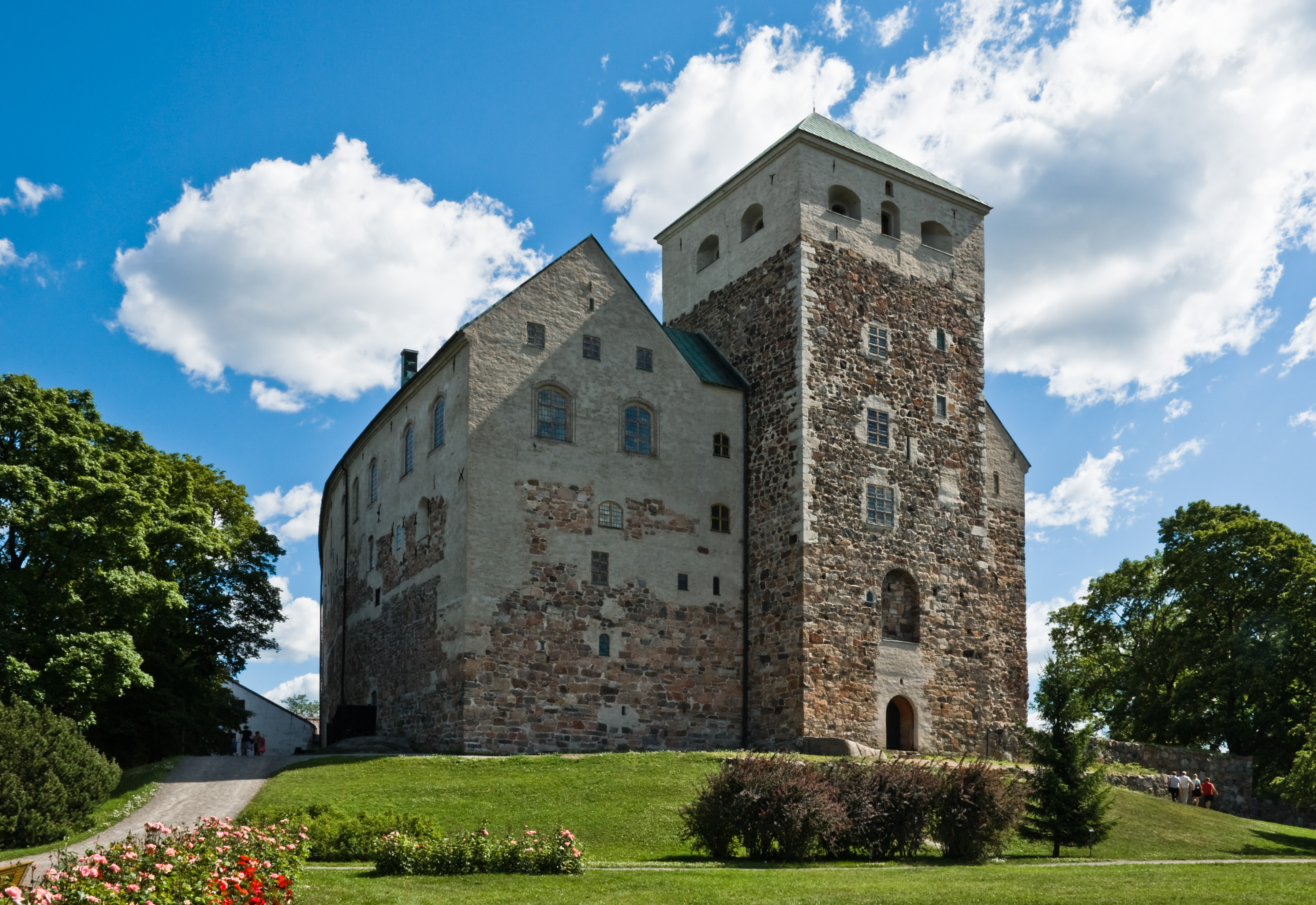
Абоский замок (Турку)
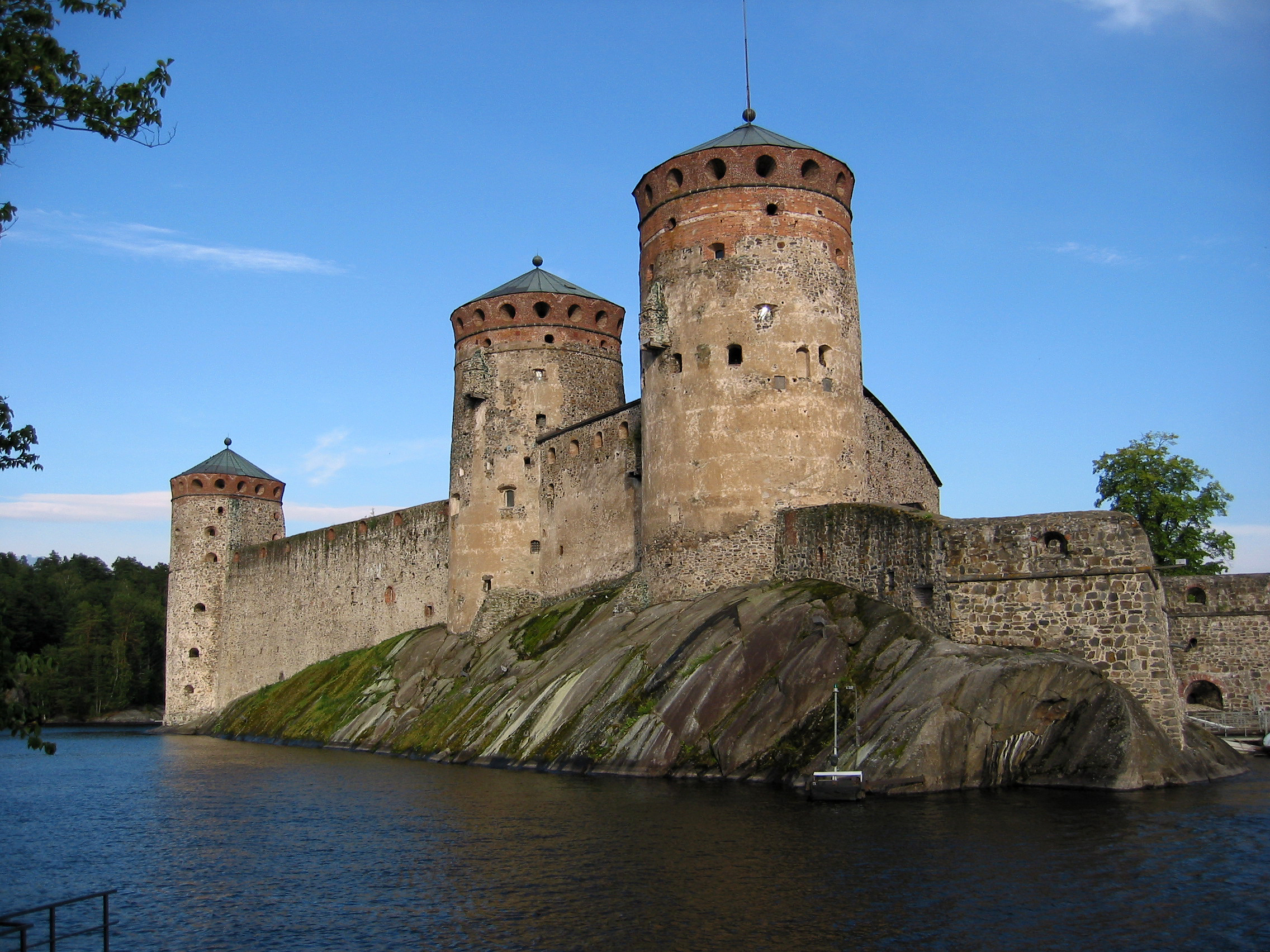
Олафсборг (Савонлинна)
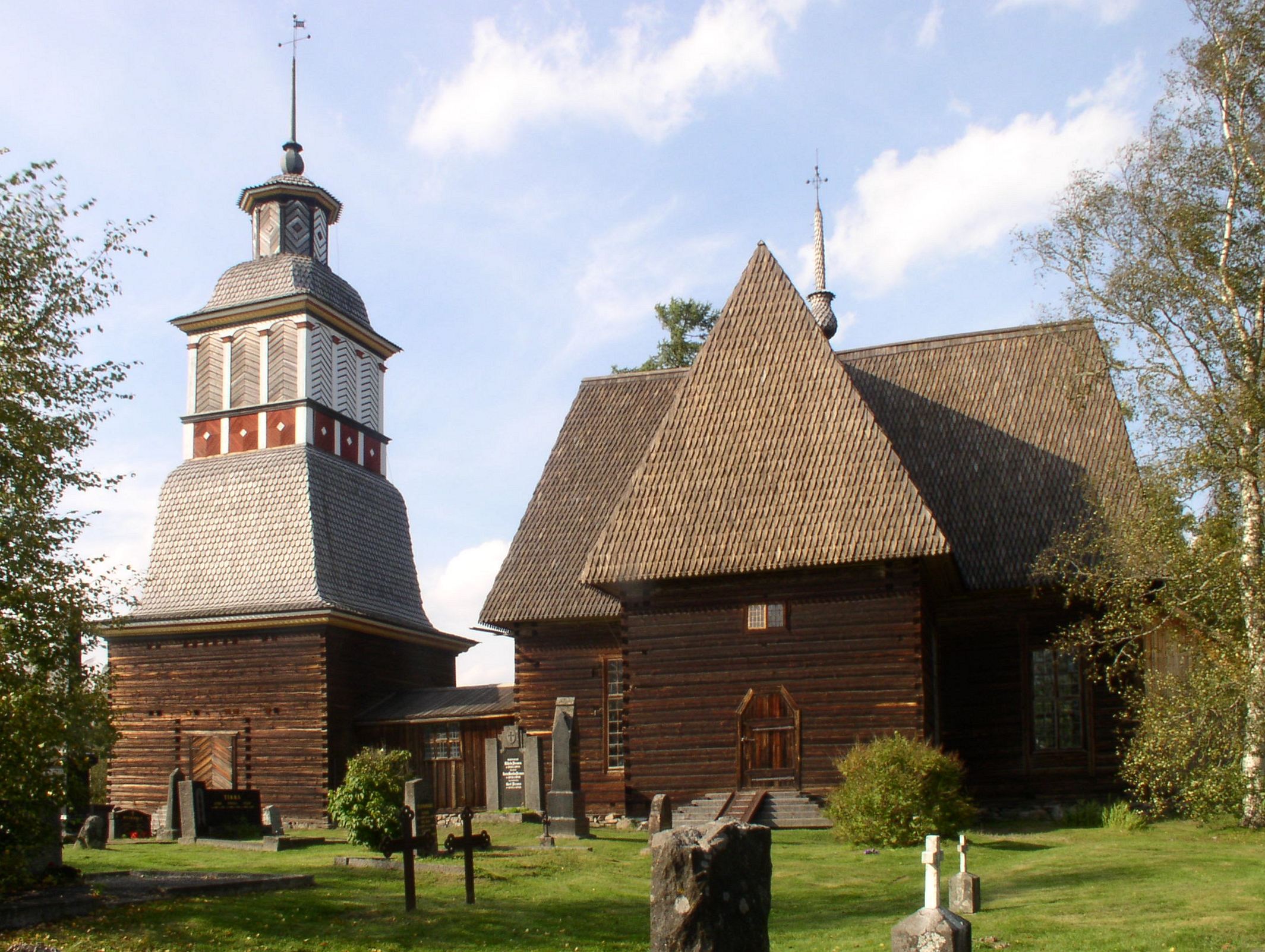
Старая церковь в деревне Петяявеси
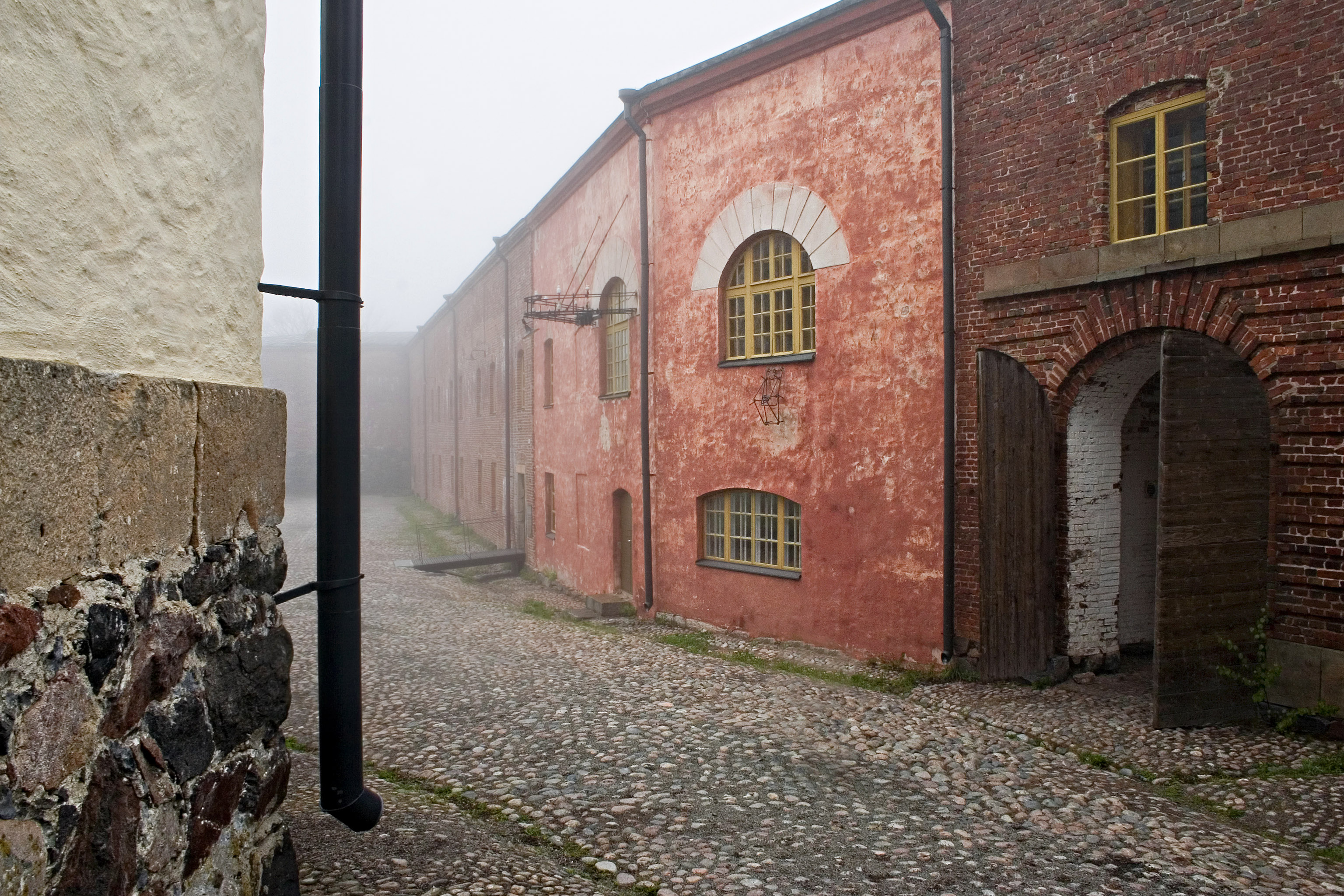
Суоменлинна, остров Сусисаари
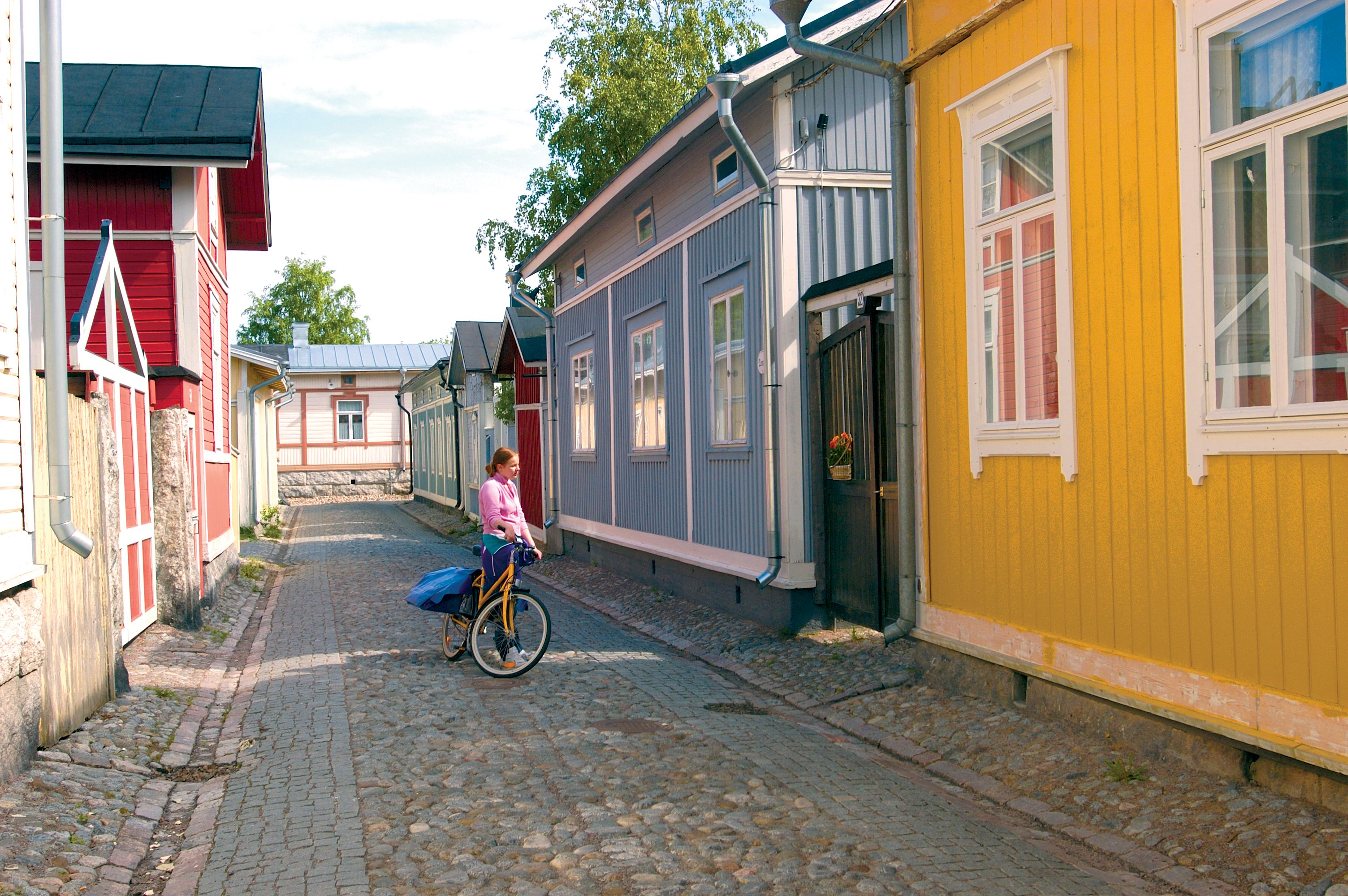
Старая Раума
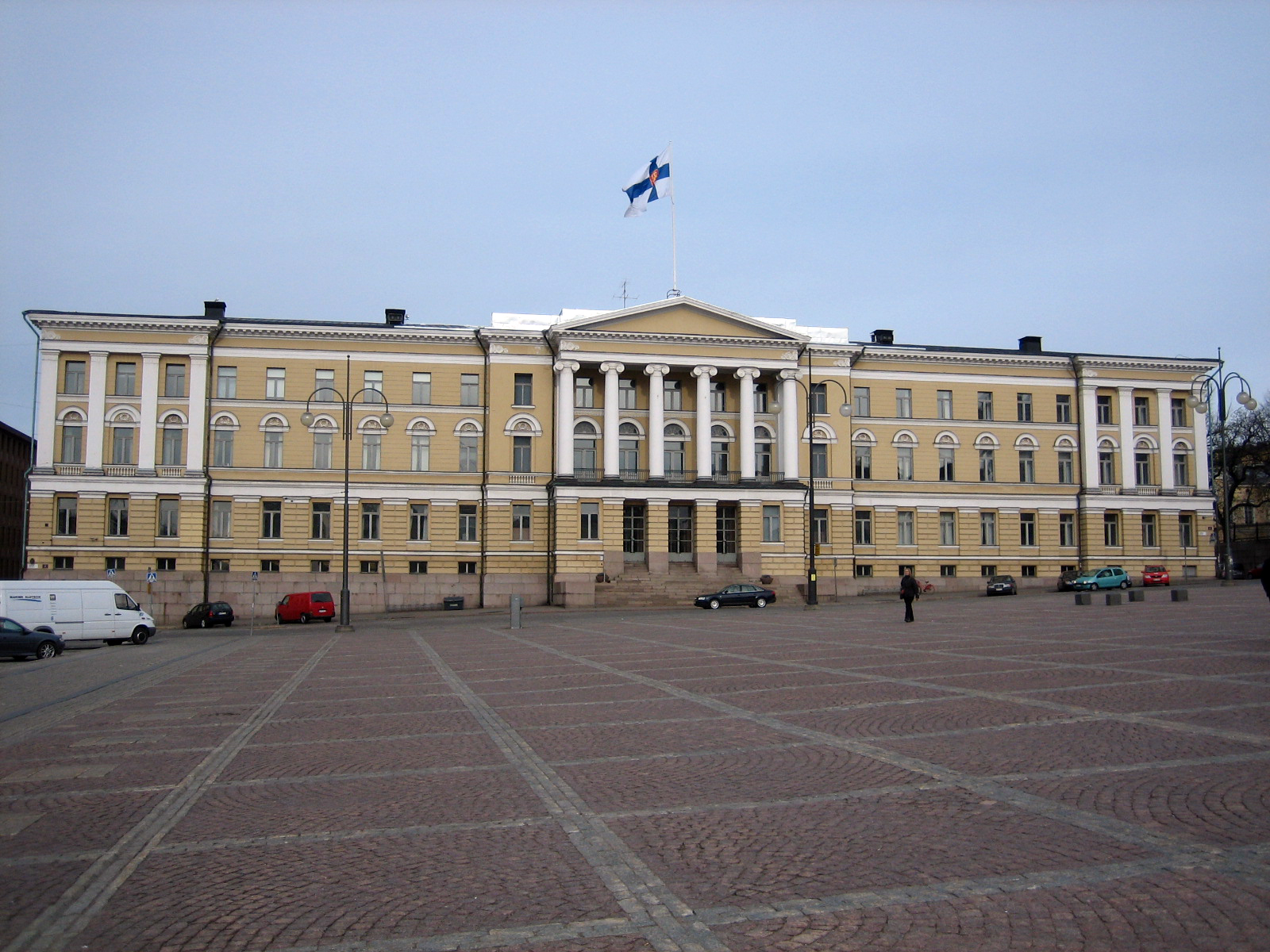
Главный корпус Хельсинкского университета
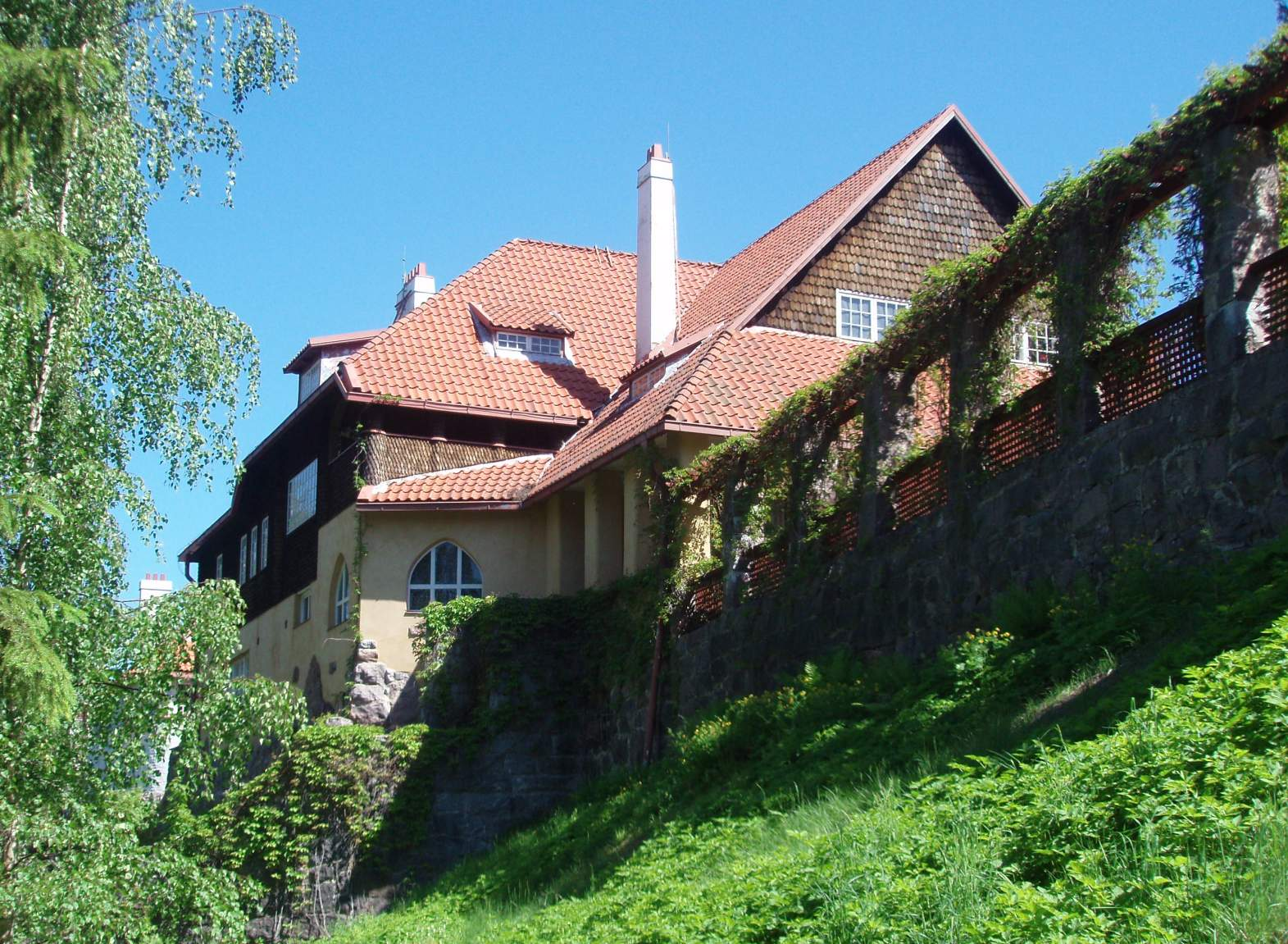
Вилла Виттреск
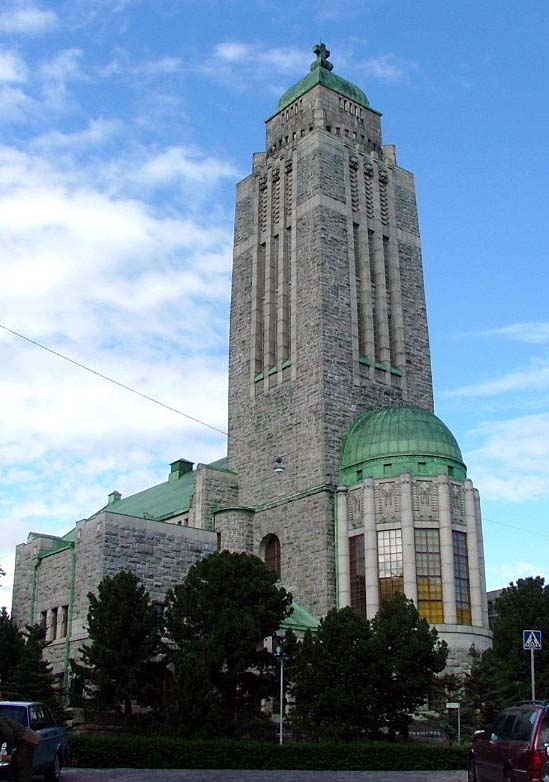
Церковь Каллио (Хельсинки)
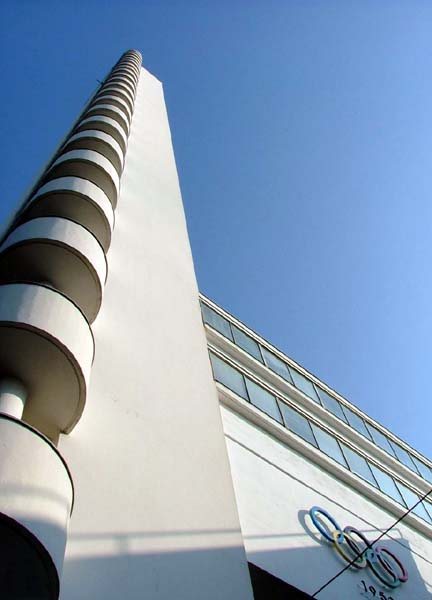
Башня Олимпийского стадиона (Хельсинки)
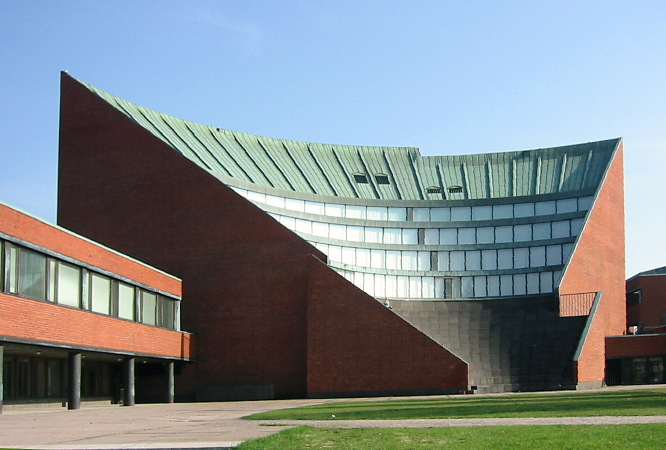
Аудитория-амфитеатр в Университете Аалто (Эспоо)
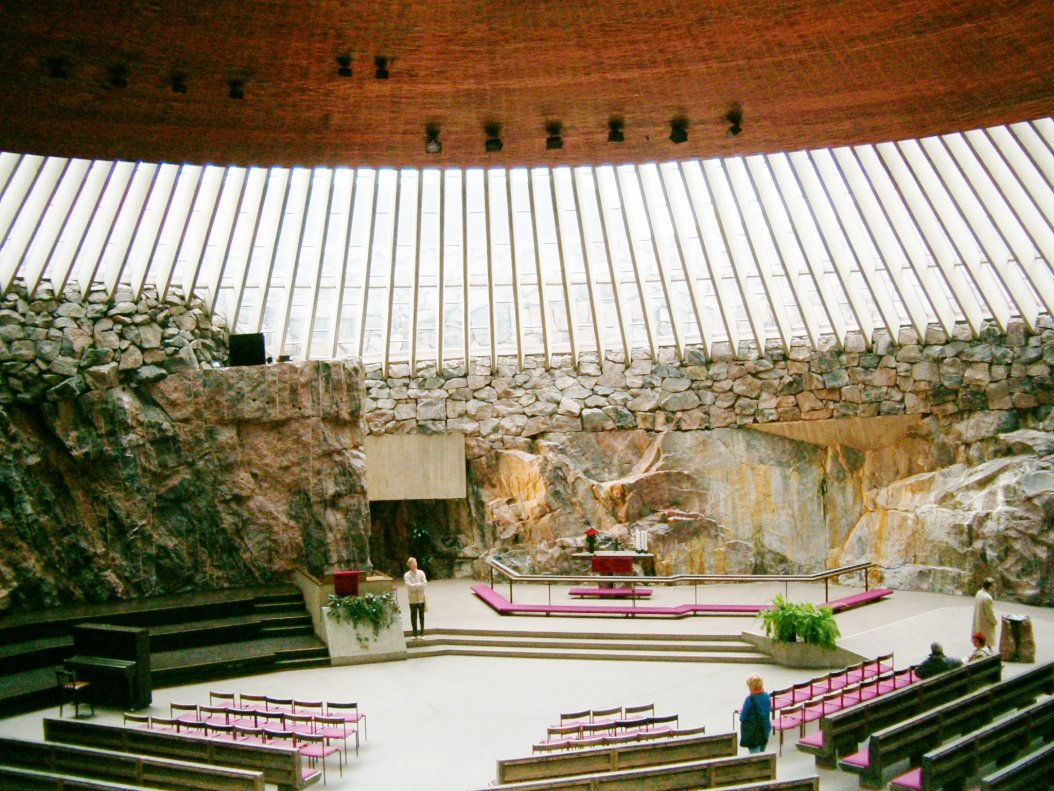
Церковь Темппелиаукио (Хельсинки)
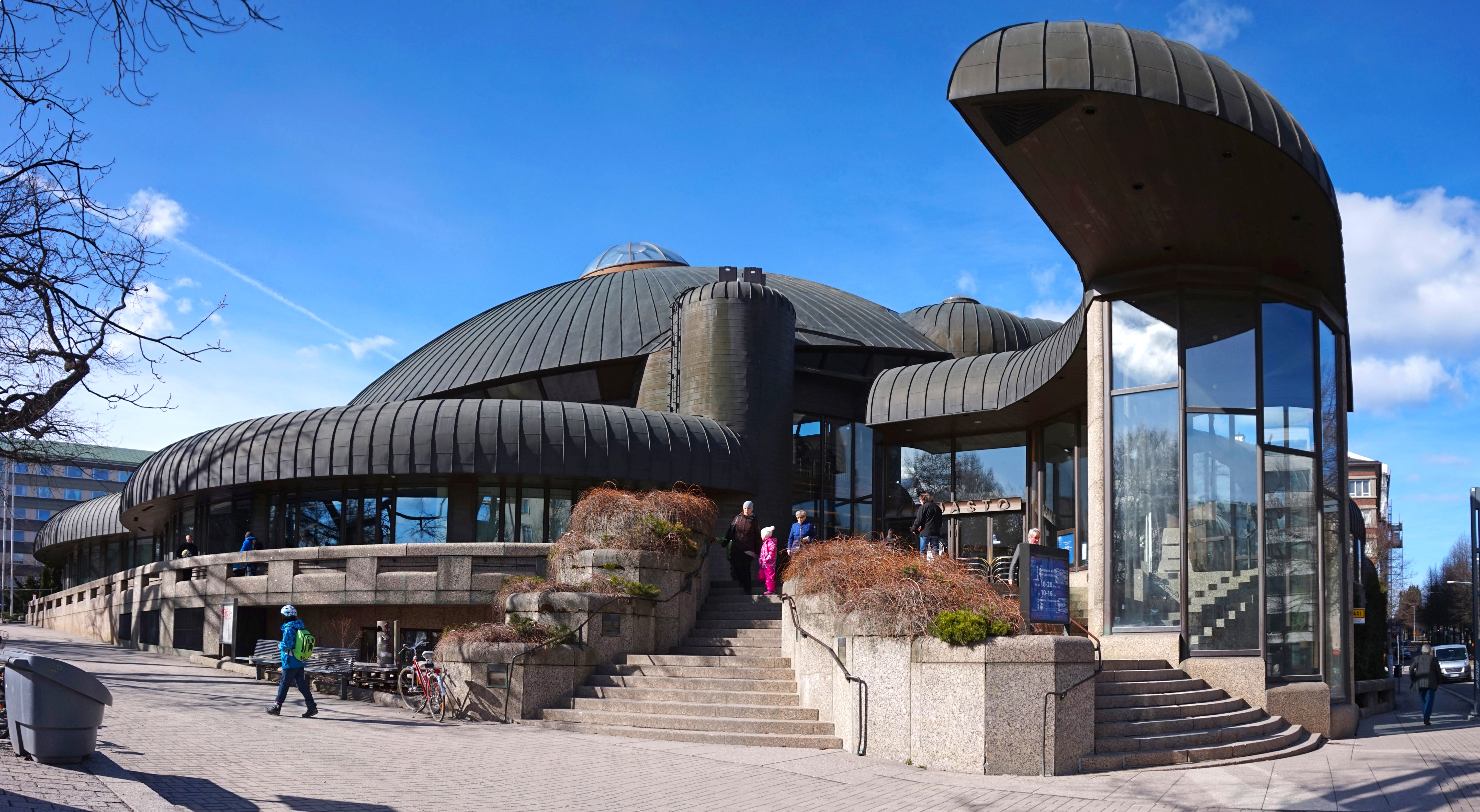
Городская библиотека «Метсо» (Тампере)